# 九龍區專線小巴41M線
九龍區專線小巴41M線是香港一條專綫小巴路線，由達毅發展營辦，循環來往又一城及石硤尾站，駛經達之路和大坑東邨。
九龍區專線小巴41A線，為41M線的輔助線，起訖點與41M線相同，但繞經瑰麗新村，龍珠街和南山邨，不駛經達之路和大坑東邨。
九龍區專線小巴42線是香港一條專綫小巴路線，由達毅發展營辦，來往汝州西街及澤安邨，駛經興華街和長發街。

## 歷史
- 1987年1月2日：41M線投入服務，初時來往又一村及石硤尾街市，當時又一村總站是位於花圃街。[1]
- 2003年8月23日：41A線投入服務。[2]
- 2011年6月：營辦商達毅發展決定於同年10月31日起停止營運41系列路線及42線，[3][4]但路線組獲准加價後繼續提供服務。
- 2011年9月18日：調整收費，全程車費由$2.7加至$3.2。[5]
- 2011年12月1日：41A線延長服務時間至21:00。[6]

## 服務時間及班次
41M
- 每天：07:00-22:00：8-10分鐘一班

41A
- 每天：07:00-21:00：10分鐘一班

## 收費
41M線及41A線同樣適用
- 全程收費：$4.5

## 用車
41A、41M、42線所有用車均為豐田Coaster。

## 行走路線
41M
- 駛經：大坑東道、窩仔街、南昌街、巴域街、石硤尾街、窩仔街、大坑東道

41A
- 途經：達之路、瑰麗路、桃源街、龍珠街、大坑東道、窩仔街、南昌街、巴域街、石硤尾街、窩仔街、大坑東道、瑰麗路、達之路。

### 走線圖

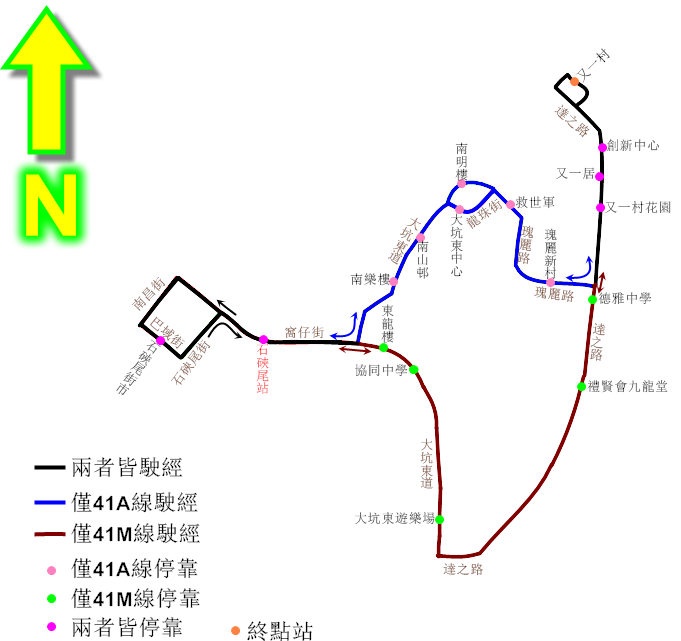
41系列線的走線圖，當中藍線及啡線分別表示只有41A及41M駛經

## 外部連結
- 運輸署官方網站：九龍區專線小巴路線第41M號 （页面存档备份，存于）
- 運輸署官方網站：九龍區專線小巴路線第41A號 （页面存档备份，存于）
- 小巴薈：九龍區專線小巴41A線 （页面存档备份，存于）
- 小巴薈：九龍區專線小巴41M線 （页面存档备份，存于）